# Babur
Babur (perzijsko بابر‎, latinizirano: Bābur, dob. 'tiger'; 14. februar 1483 – 26. december 1530), rojen kot Zahīr ud-Dīn Muhammad, je bil ustanovitelj in prvi cesar Mogulskega cesarstva v Indiji. Veljal se je za neposrednega naslednika cesarja Timur Lenka (Tamerlana) iz območja, ki je sedaj imenovan Uzbekistan.
Babur je bil rojen v Andižanu v Ferganski dolini (v sodobnem Uzbekistanu): kot najstarejši sin Umarja šejka Mirze (1456–1494, guvernerja Fergane med letoma 1469 in 1494) in kot Timurjev pra-pra vnuk (1336-1405). Babur je nasledil vladanje Fergani v njenem glavnem mestu Ahsiket leta 1494 ko mu je bilo le 12 let. Oblast je izgubil v uporu proti njemu. Dve leti po izgubi Fergane je osvojil Samarkand. Ob poskusu ponovne osvojitve Fergane je izgubil kontrolo nad Samarkandom. Leta 1501 je poskusil ponovno osvojiti obe pokrajini, vendar je boj izgubil z Muhamedom Šajbani kanom. Leta 1504 je osvojil Kabul, ki je bil pod domnevno vladavino Abdur Razak Mirze, mladoletnega dediča Ulug bega II.. Babur je sklenil zavezništvo s safavidskim vladarjem Ismailom I. in ponovno osvojil dele Turkestana, vključno Samarkand, ki pa ga je ponovno izgubil.
Ko je Babur izgubil Samarkand še tretjič, je svojo pozornost namenil Indiji. Takrat je bila Indogangeška nižina na indijskeipodcelini pod vladavino Ibrahima Lodija iz afganske rodbine Lodi, medtem ko so Radžputanu vladali hindujski radže, ki jih je vodil maharadža Rana Sanga iz Mevarja. Babur je premagal Ibrahima Lodija v bitki pri Panipatu leta 1526 in ustanovil Mogulsko cesarstvo. Soočil se je z nasprotovanjem Rane Sanga, ki je sprva obljubil, da bo pomagal Baburju premagati Ibrahima Lodija; vendar je pozneje odstopil, ko je ugotovil, da Babur načrtuje, da bo ostal v Indiji. Rana je zbral vojsko Radžputov in Afganncev, da bi Baburja izgnali iz Indije, vendar je bil Rana poražen v bitki pri Kanvi leta 1527, nakar so ga naslednjega leta (1528) njegovi vojaki zastrupili.
Babur je imel več žena. Njegovi pomembneji sinovi so Humajun, Kamran Mirza in Hindal Mirza. Umrl je leta 1530 v Agri. Nasledil ga je Humajun. Babur je bil najprej pokopan v Agri, kasneje pa so izpolnili njegovo željo in posmrtne ostanke prenesli in pokopali v Kabulu. Po moški liniji je bil potomec Timurja, Babur se je štel za Timurida in pripadnika Čagatajskih Turškega ljudstva.
V Uzbekistanu in Kirgizistanu ga imajo za narodnega junaka. Veliko pesmi o njem je ponarodelo. Dal je napisati kroniko in knjigo spominov Baburnama v  čagatajščini, ki so jo prevedli v perzijščino v času vladavine njegovega vnuka (1556-1605) cesarja Akbarja.